# Dória (futebolista)
Matheus Dória Macedo, mais conhecido apenas como Dória (São Gonçalo, 8 de novembro de 1994), é um futebolista brasileiro, naturalizado mexicano que atua como zagueiro. Atualmente, joga pelo Atlas.

## Carreira

### Botafogo
Era jogador de futsal até ser convidado por um "olheiro" do Grêmio para fazer um teste no clube gaúcho, porém uma lesão às vésperas da viagem para o sul o impediu. Assim, se interessou por uma possível carreira no futebol de campo, e um ano e meio depois, surgiu o Botafogo. Chegou a Marechal Hermes com 14 anos e desde então é tratado como joia.
Destaque na Copa São Paulo de Futebol Júnior, foi promovido ao time profissional em janeiro de 2012, por causa de uma lesão no tornozelo esquerdo sofrida por Brinner, justamente no momento em que outros nomes do setor não tinham condições. O treinador Oswaldo de Oliveira assistiu ao seu primeiro treino entre os profissionais e se impressionou com sua atuação, garantindo que o jovem não voltaria à base.
Quatro meses depois, em maio, estreou nos profissionais, contra o Coritiba, em jogo válido pelo Campeonato Brasileiro de Futebol.
Em 27 de outubro de 2012, marcou seu primeiro gol entre os profissionais, contra o Atlético Goianiense, em jogo válido pelo Campeonato Brasileiro. No fim do primeiro tempo Andrezinho cobrou falta na cabeça de Dória. O zagueiro se antecipou e mandou a bola para o fundo das redes, deixando 2 a 0 no placar. O jogo terminou 4 a 0 para a equipe carioca.
A excelente temporada de 2012 ainda teria mais surpresas positivas para o zagueiro, que em dezembro seria convocado para a Seleção Brasileira de Futebol Sub-20, junto com outros dois jovens jogadores do Botafogo, Bruno Mendes e Jadson, para disputar o Campeonato Sul-Americano Sub-20 de 2013. Despertou o interesse da Juventus.
Na temporada de 2013 confirmou sua plena titularidade junto com o companheiro de zaga Bolívar ganhando o campeonato estadual de forma antecipada, pelo fato de ter ganhado a Taça Rio e Guanabara e no Campeonato Brasileiro classificou com o resto do elenco para Libertadores após 17 anos de ausência do clube.

### Olympique de Marseille
Em 1 de setembro de 2014, foi contratado pelo Olympique de Marseille por cinco temporadas. Valor da transação gira em torno de 10 milhões de euros. Não rendeu, e foi dispensado.

### São Paulo
Em 6 de fevereiro de 2015, foi anunciado o empréstimo de Dória ao São Paulo. O qual terminou em 01 de julho de 2015.

### Santos Laguna
Em 27 de julho de 2018, foi anunciado como novo jogador do Santos Laguna, do México.

### Atlas
Em 9 de julho de 2024, assinou com o Atlas por três temporadas.

## Seleção Brasileira
Em 2 de abril de 2013, foi convocado, pelo treinador Felipão, para atuar no amistoso do Brasil contra a Bolívia. Assim, o jovem zagueiro poderia fazer sua estreia pela seleção principal.
Foi convocado para dois campeonatos sub-20 durante a disputa do Campeonato Brasileiro, conquistando o Torneio Internacional de Toulon e a Valais Cup da Suíça, o que despertou o interesse do Barcelona.

## Estatísticas

### Clubes
| Clube                  | Temporada         | Campeonato nacional | Campeonato nacional | Copas nacionais[a] | Copas nacionais[a] | Competições continentais[b] | Competições continentais[b] | Outros torneios[c] | Outros torneios[c] | Total | Total |
| Clube                  | Temporada         | Jogos               | Gols                | Jogos              | Gols               | Jogos                       | Gols                        | Jogos              | Gols               | Jogos | Gols  |
| ---------------------- | ----------------- | ------------------- | ------------------- | ------------------ | ------------------ | --------------------------- | --------------------------- | ------------------ | ------------------ | ----- | ----- |
| Botafogo               | 2012              | 20                  | 1                   | —                  | —                  | 0                           | 0                           | —                  | —                  | 20    | 1     |
| Botafogo               | 2013              | 30                  | 1                   | 8                  | 1                  | —                           | —                           | 11                 | 2                  | 49    | 4     |
| Botafogo               | 2014              | 10                  | 0                   | 0                  | 0                  | 8                           | 0                           | 6                  | 0                  | 24    | 0     |
| Botafogo               | Total             | 60                  | 2                   | 8                  | 1                  | 8                           | 0                           | 17                 | 2                  | 93    | 5     |
| São Paulo              | 2015              | 9                   | 1                   | 0                  | 0                  | 4                           | 0                           | 5                  | 1                  | 18    | 2     |
| São Paulo              | Total             | 9                   | 1                   | 0                  | 0                  | 4                           | 0                           | 5                  | 1                  | 18    | 2     |
| Olympique de Marseille | 2015–16           | 0                   | 0                   | 0                  | 0                  | 0                           | 0                           | 0                  | 0                  | 0     | 0     |
| Olympique de Marseille | 2016–17           | 23                  | 1                   | 5                  | 1                  | 0                           | 0                           | 0                  | 0                  | 28    | 2     |
| Olympique de Marseille | 2017–18           | 3                   | 0                   | 0                  | 0                  | 2                           | 0                           | 0                  | 0                  | 5     | 0     |
| Olympique de Marseille | Total             | 26                  | 1                   | 5                  | 1                  | 2                           | 0                           | 0                  | 0                  | 33    | 2     |
| Granada                | 2015–16           | 8                   | 0                   | 2                  | 0                  | —                           | —                           | 0                  | 0                  | 10    | 0     |
| Granada                | Total             | 8                   | 0                   | 2                  | 0                  | —                           | —                           | 0                  | 0                  | 10    | 0     |
| Yeni Malatyaspor       | 2017–18           | 9                   | 1                   | 0                  | 0                  | —                           | —                           | 0                  | 0                  | 9     | 1     |
| Yeni Malatyaspor       | Total             | 9                   | 1                   | 0                  | 0                  | —                           | —                           | 0                  | 0                  | 9     | 1     |
| Santos Laguna          | 2018–19           | 0                   | 0                   | 0                  | 0                  | —                           | —                           | 0                  | 0                  | 0     | 0     |
| Santos Laguna          | Total             | 0                   | 0                   | 0                  | 0                  | —                           | —                           | 0                  | 0                  | 0     | 0     |
| Total na carreira      | Total na carreira | 112                 | 5                   | 15                 | 2                  | 14                          | 0                           | 22                 | 3                  | 163   | 10    |

- a. ^ Jogos da Copa do Brasil
- b. ^ Jogos da Copa Libertadores
- c. ^ Jogos do Campeonato Carioca

### Partidas pela Seleção
Expanda a caixa de informações para conferir todos os jogos deste jogador, pela sua seleção nacional.
|             | Data               | Competição | Local                         |        | Placar | Adversário | Gols | Situação           |
| ----------- | ------------------ | ---------- | ----------------------------- | ------ | ------ | ---------- | ---- | ------------------ |
| Era Felipão |                    |            |                               |        |        |            |      |                    |
| 1           | 6 de abril de 2013 | Amistoso   | Santa Cruz de la Sierra (BOL) | Brasil | 4 — 0  | Bolívia    | 0    | Entrou aos 41'/2°T |

## Títulos
Botafogo
- Campeonato Carioca: 2013
- Taça Guanabara: 2013
- Taça Rio: 2013

Seleção Brasileira Base
- Torneio Internacional de Toulon: 2013, 2014
- Valais Cup: 2013
- Torneio Internacional da China: 2014

## Prêmios individuais
| Ano  | Premiação                      | Prêmio                 | Time          | Resultado | Ref.   |
| ---- | ------------------------------ | ---------------------- | ------------- | --------- | ------ |
| 2013 | Melhores do Campeonato Carioca | Melhor quarto zagueiro | Botafogo      | Venceu    | [ 9 ]  |
| 2013 | Melhores do Torneio de Toulon  | Melhor zagueiro        | Brasil Sub-20 | Venceu    | [ 10 ] |
| 2013 | Melhores da Valais Cup         | Melhor jogador         | Brasil Sub-20 | Venceu    | [ 11 ] |